# Augustin Pordea
Augustin Pordea (n. 1 februarie 1885, Gherla, Cluj, Austro-Ungaria – d. anii 1960, Rubla, Valea Râmnicului, Buzău, România) a fost un deputat în Marea Adunare Națională de la Alba Iulia, organismul legislativ reprezentativ al „tuturor românilor din Transilvania, Banat și Țara Ungurească”, cel care a adoptat hotărârea privind Unirea Transilvaniei cu România, la 1 decembrie 1918.:p. 77

## Biografie
Augustin Pordea  s-a născut în 1885 la Gherla. A fost un avocat și om politic, ales delegat al cercului I Cluj, comitatul Cluj, la Marea Adunare Națională de la Alba Iulia (1918). A urmat cursurile Facultății de Drept din Cluj, obținând titlul de doctor în drept. Activitatea ca avocat si-a desfașurat-o în același oraș. S-a stins din viață (probabil) în anii 1960 la domiciliul forțat la care a fost obligat după ieșirea din închisoare din 1962, la Rubla, Raionul Brăila, Regiunea Galați.:p. 46-47

## Activitatea politică
A fost notar în cadrul Comitetului Comunal al Senatului Național Român din Ardeal. După 1918 a fost membru al consiliului municipal Cluj.:p. 46-47